# Siniša Školneković
Siniša Školneković (Varaždin, 18 gennaio 1968) è un allenatore di pallanuoto e pallanuotista croato, vincitore di una medaglia di argento ai giochi olimpici di Atlanta 1996.

## Palmarès

### Giocatore

#### Trofei nazionali
- Campionato croato: 4

Mladost: 1993, 1994, 1995, 1996
- Kup Hrvatske: 2

Mladost: 1992-1993, 1993-1994
POŠK: 1999-2000

#### Trofei internazionali
- Eurolega: 1

Mladost: 1995-96
- Supercoppa LEN: 1

Mladost: 1996